# Cervantes (krater)
För andra betydelser, se Cervantes (olika betydelser).
Cervantes är en nedslagskrater på planeten Merkurius, med en diameter på ungefär 213 kilometer.
Den är uppkallad efter författaren Miguel Cervantes.